# Хюйру
Хю́йру (эст. Hüüru) — деревня на севере Эстонии в волости Сауэ уезда Харьюмаа. 

## География
Деревня расположена на 16-м километре шоссе Таллин—Палдиски, проходящего возле неё по мосту через реку Вяэна, известному как Хюйруский мост (эст. Hüüru sild).
По территории деревни протекает река Вяэна.
На территории населённого пункта берёт начало шоссе Хюйру—Аллику, имеющее протяжённость 4,6 км и соединяющее деревни Хюйру и Аллику.

## Население
По данным переписи населения 2021 года, в деревне проживали 446 человек, из них 374 (84,0 %) — эстонцы.
Численность населения деревни Хюйру по данным Департамента статистики Эстонии:
| Год  | 2000 | 2011  | 2017  | 2018  | 2019  | 2020  | 2021            |
| ---- | ---- | ----- | ----- | ----- | ----- | ----- | --------------- |
| Чел. | 353  | ↗ 511 | ↘ 449 | ↘ 436 | ↗ 455 | ↗ 457 | ↗ 472 (↘ 446 *) |

* По данным переписи населения

## Достопримечательности
В деревне расположена мыза Хийру (Хюйру), а также старинная водяная мельница, бывшая частью поместья и в настоящее время используемая как трактир.
На территории деревни находится памятный камень в виде трёхгранной пирамиды, обозначающий линию обороны, которую жители Таллина создали в 1941 году перед наступлением немецко-фашистских войск.

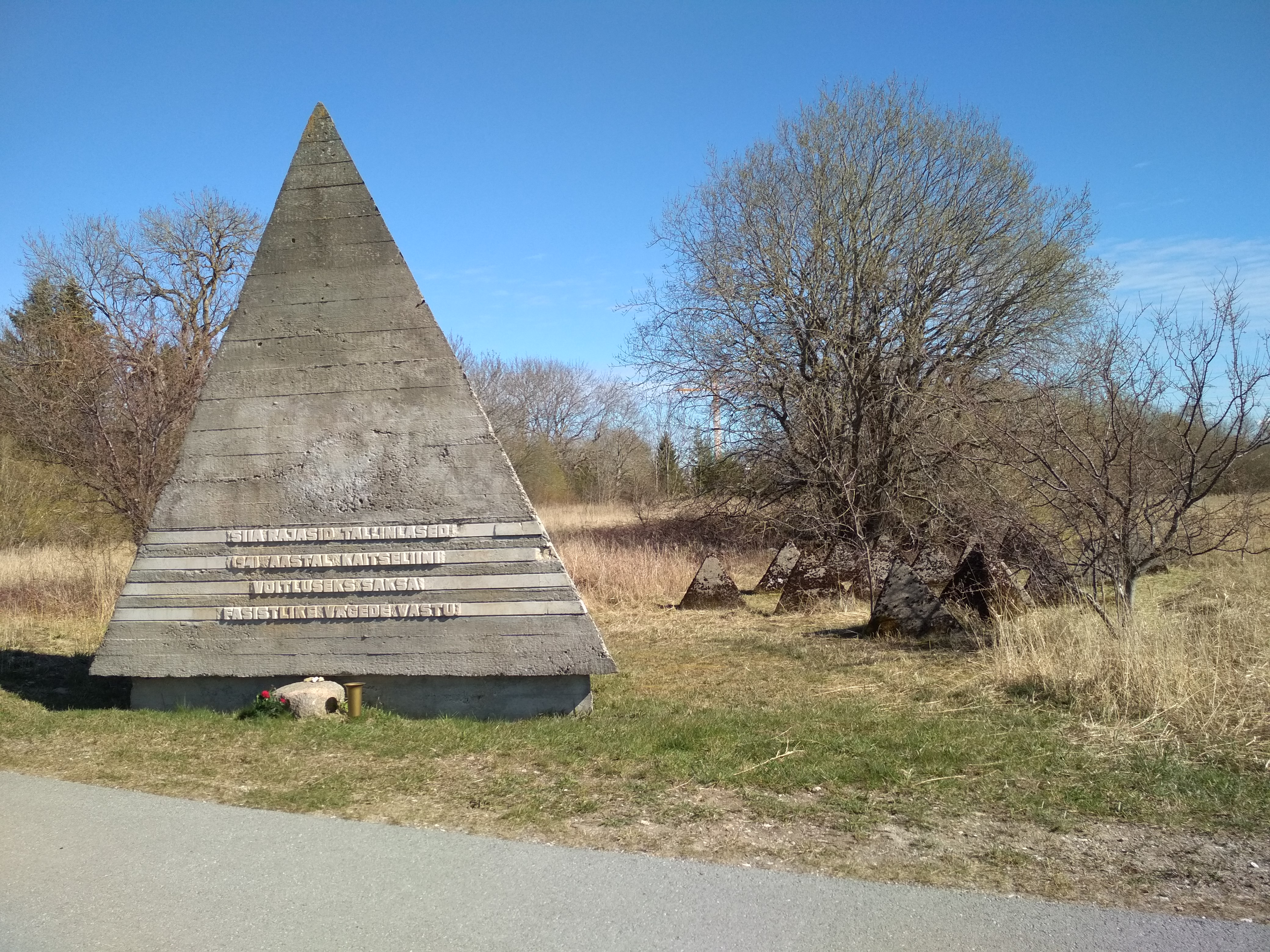
Памятный камень в Хюйру
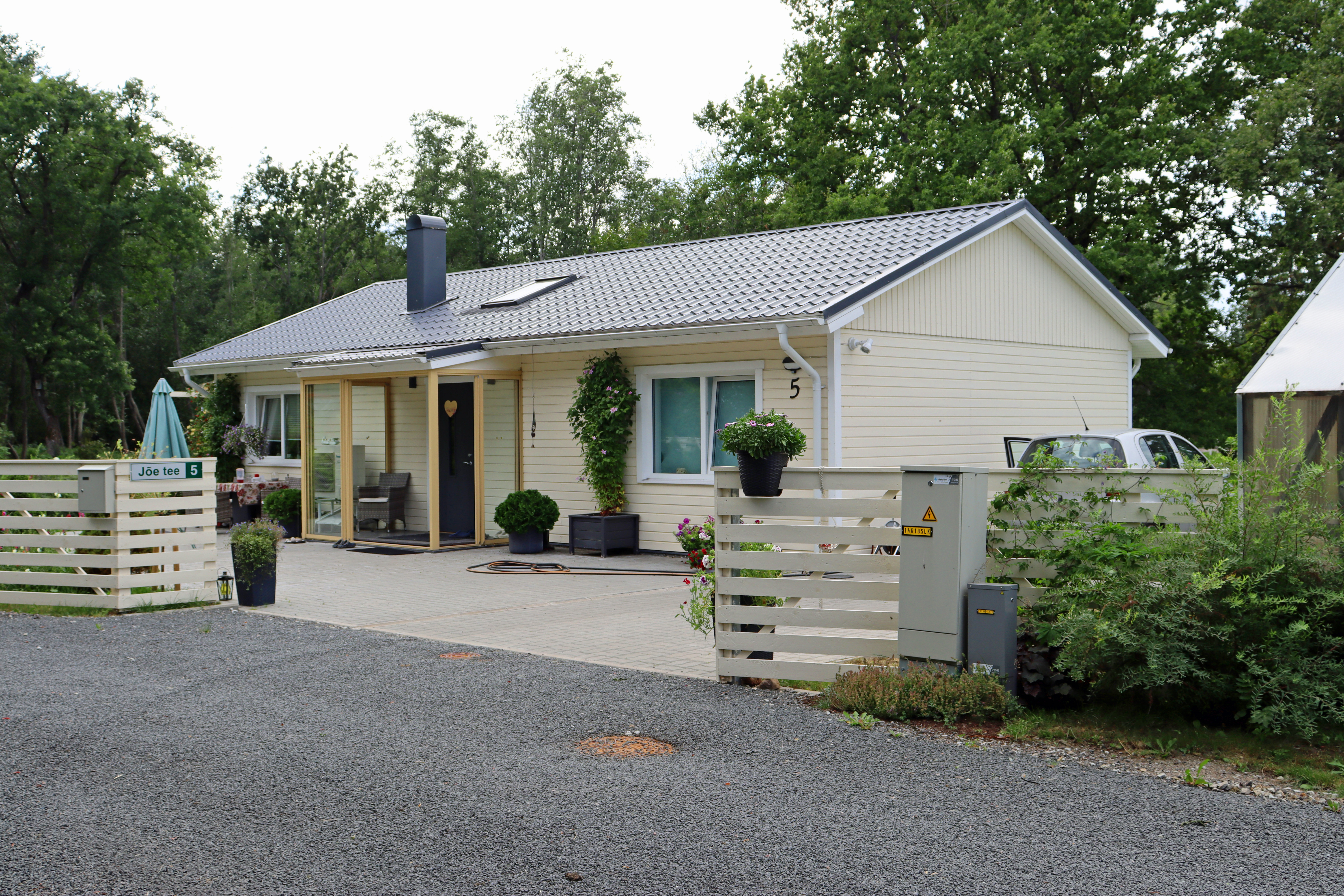
Жилой дом в Хюйру
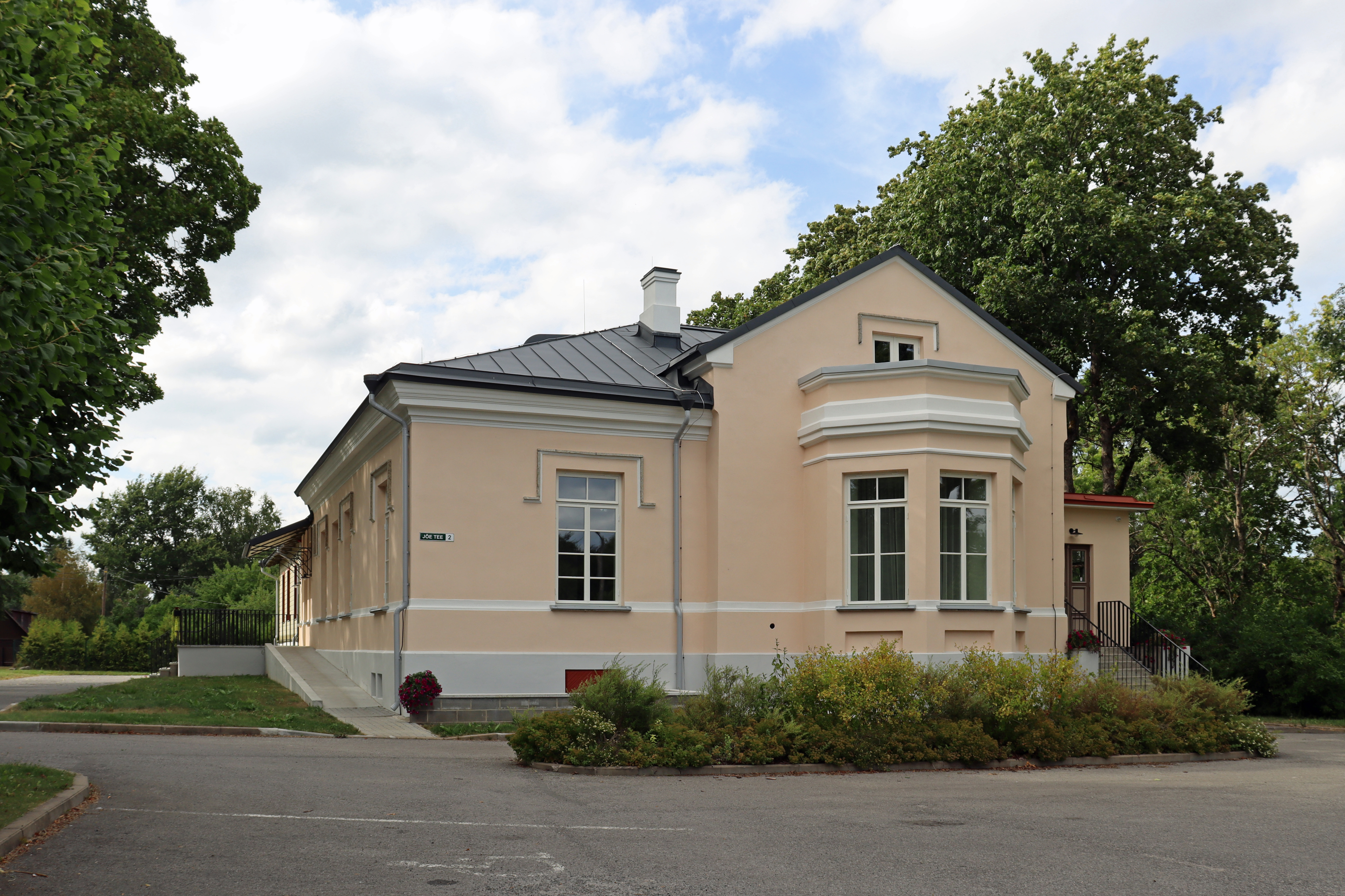
Главное здание мызы Хюйру
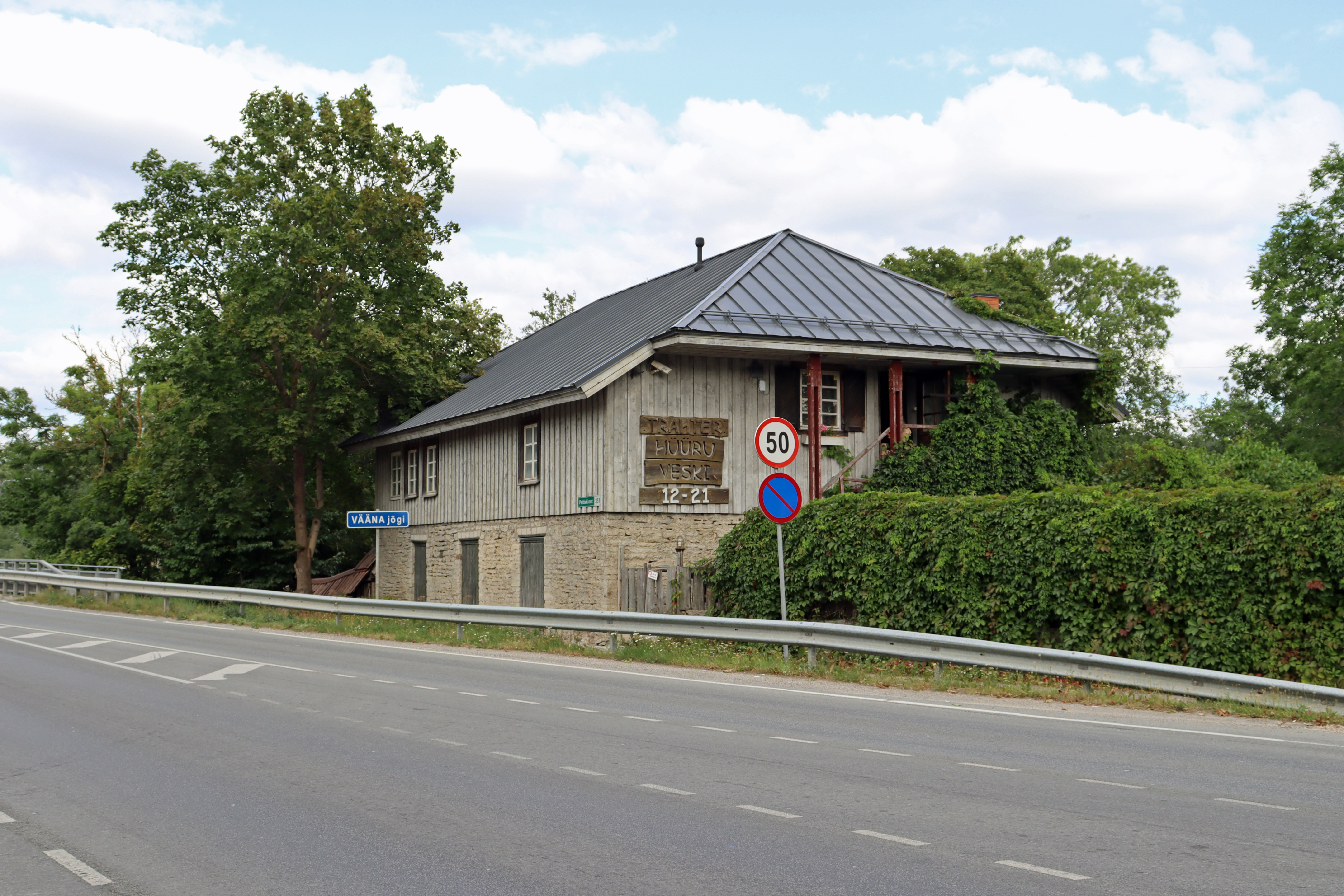
Трактир «Хюйру Вески»